# Kalmár Ákos (úszó)
Kalmár Ákos (Baja, 2000. január 11. –) magyar úszó.

## Pályafutása
2016 júliusában az ifjúsági nyílt vízi úszók világbajnokságon 15. volt. Csapatban (Kalmár, Tabi Zoltán, Juhász Janka, Kun-Szabó Fanni) ezüstérmet szerzett. A szeptemberi ifjúsági nyílt vízi Európa-bajnokságon csapatban (Kalmár, Fábián Milán, Juhász J., Rohács Réka) szintén második lett. Az egyéni versenyben 12. helyen végzett.
A 2017-es ifjúsági úszó-Európa-bajnokságon az izraeli Netánjában 400 méteres gyorsúszásban aranyérmes, 800 méteres és 1500 méteres gyorsúszásban pedig egyaránt ezüstérmes lett. Tagja volt a 2017-es budapesti úszó-világbajnokság magyar csapatának: 400 méteres és 1500 méteres gyorsúszásban indult. 400 gyorson a 22., 1500 méter gyorson pedig a 26. helyen zárt. A 2017-es rövid pályás úszó-Európa-bajnokságon 400 méter gyorson a 30., 1500 méteren 14. lett.
A 2018-as junior Eb-n 800 és 1500 méteren állhatott a dobogó legfelső fokára. A 2018. évi nyári ifjúsági olimpiai játékokon 400 méter gyorson ötödik volt. A2018-as rövid pályás úszó-világbajnokságon 1500 méter gyorson hetedik helyezést szerzett.
A 2019-es úszó-világbajnokságon 1500 méteres gyorsúszásban 12. lett és olimpiai szintidőt úszott. 800 méter gyorson 19. volt. A 4 × 200 méteres gyorsváltó (Kozma Dominik, Bernek Péter, Kalmár, Németh Nándor) a 15. időt érte el. A 2019-es rövid pályás úszó-Európa-bajnokságon 400 méter gyorson 25., 1500 méter gyorson ötödik helyen végzett.
2020-tól a Balaton UK Veszprém versenyzője lett. A 2021 májusában rendezett 2020-as úszó-Európa-bajnokságon Budapesten 1500 méteres gyorsúszásban a 6. helyen végzett. 2021. július végén a tokiói olimpián 800 méteres gyorsúszásban 22. helyen végzett. 1500 méteres gyorsúszásban sem jutott döntőbe, 15:17,02-es idővel összesítésben itt is a 22. helyen végzett.
A 2022-es úszó-világbajnokságon 800 és 1500 méter gyorson kiesett a selejtezőben, 25 km-es nyílt vízi úszásban nyolcadik lett. A 2023-as rövid pályás magyar bajnokság után visszavonult a versenysporttól.
A bajai III. Béla Gimnáziumban végezte középiskolai tanulmányait.

### Magyar bajnokság
| 50 méteres medence    | 2017 | 2018 | 2019 | 2020 | 2021 | 2022 | 2023 |
| --------------------- | ---- | ---- | ---- | ---- | ---- | ---- | ---- |
| 400 m gyors           | 7.   | 8.   | 4.   | 4.   | 4.   | 6.   |      |
| 800 m gyors           | 4.   | 2.   | 1.   | 1.   | 2.   | 4.   | 6.   |
| 1500 m gyors          | 2.   | 1.   | 1.   | 2.   | 2.   | 4.   | 7.   |
| 400 m vegyes          |      |      |      |      |      |      | 9.   |
| 4 × 100 m gyorsváltó  |      |      |      |      |      | 6.   |      |
| 4 × 200 m gyorsváltó  |      |      |      | 4.   | 4.   | 4.   |      |
| 4 × 100 m vegyesváltó |      |      |      |      | 8.   | 6.   | 6.   |